# Katharina Hennig
Katharina Hennig (Annaberg-Buchholz, 14 giugno 1996) è una fondista tedesca, campionessa olimpica nella sprint a squadre a Pechino 2022.

## Biografia
Originaria di Königswalde e attiva in gare FIS dal dicembre del 2011, Katharina Hennig in Coppa del Mondo ha esordito il 24 gennaio 2016 a Nové Město na Moravě (7ª) e ha ottenuto il primo podio il 22 gennaio 2017 a Ulricehamn (2ª in staffetta). Ai Mondiali di Lahti 2017, suo esordio iridato, si è classificata 26ª nella 10 km, 18ª nella 30 km, 10ª nello skiathlon e 6ª nella staffetta. Ai XXIII Giochi olimpici invernali di Pyeongchang 2018, suo esordio olimpico, si è classificata 19ª nella 30 km, 27ª nella sprint, 22ª nello skiathlon e 6ª nella staffetta; l'anno successivo ai Mondiali di Seefeld in Tirol è stata 11ª nella 10 km, 21ª nella 30 km, 16ª nello skiathlon e 4ª nella staffetta, mentre a quelli di Oberstdorf 2021 si è classificata 18ª nella 30 km, 27ª nella sprint, 29ª nello skiathlon e 5ª nella staffetta. Ai XXIV Giochi olimpici invernali di Pechino 2022 ha vinto la medaglia d'oro nella sprint a squadre, quella d'argento nella staffetta e si è piazzata 5ª nella 10 km e 15ª nello skiathlon; ai Mondiali di Planica 2023 ha vinto la medaglia d'argento nella staffetta ed è stata 11ª nella 10 km, 7ª nella 30 km e 4ª nello skiathlon e a quelli di Trondheim 2025 ha vinto la medaglia di bronzo nella staffetta e si è classificata 7ª nella 10 km e 6ª nella sprint a squadre.

## Palmarès

### Olimpiadi
- 2 medaglie:
  - 1 oro (sprint a squadre a Pechino 2022)
  - 1 argento (staffetta a Pechino 2022)

### Mondiali
- 2 medaglie:
  - 1 argento (staffetta a Planica 2023)
  - 1 bronzo (staffetta a Trondheim 2025)

### Mondiali juniores
- 3 medaglie:
  - 1 argento (10 km a Râșnov 2016)
  - 2 bronzi (staffetta a Liberec 2013; staffetta ad Almaty 2015)

### Coppa del Mondo
- Miglior piazzamento in classifica generale: 7ª nel 2023
- 12 podi (7 individuali, 5 a squadre):
  - 6 secondi posti (3 individuali, 3 a squadre)
  - 6 terzi posti (4 individuali, 2 a squadre)

#### Coppa del Mondo - competizioni intermedie
- 4 podi di tappa:
  - 1 vittoria
  - 1 secondo posto
  - 2 terzi posti

##### Coppa del Mondo - vittorie di tappa
| Data           | Località      | Nazione | Competizione | Specialità  |
| -------------- | ------------- | ------- | ------------ | ----------- |
| 7 gennaio 2023 | Val di Fiemme | Italia  | Tour de Ski  | 15 km TC MS |

Legenda:

TC = tecnica classica

MS = partenza in linea